# 나수 알나크달리
나수 나크달리(아랍어: نصوح النكدلي, Nasouh Nakdali, 1993년 6월 15일 ~ )는 시리아의 축구 선수로, 현재 시리아의 티슈린 공격수이다.